# Shahrestān-e Fasā
Shahrestān-e Fasā (persiska: شهرستان فسا, فسا) är en delprovins (shahrestan) i Iran.   Den ligger i provinsen Fars, i den centrala delen av landet, 800 km söder om huvudstaden Teheran.
Delprovinsen hade 205 187 invånare 2016.